# Artur Andruszczak
Artur Andruszczak (ur. 11 czerwca 1977 w Gorzowie Wielkopolskim) – polski piłkarz grający na pozycji pomocnika lub obrońcy, następnie trener i samorządowiec.

## Życiorys
Artur Andruszczak jest wychowankiem Stilonu Gorzów, do 1992 trenował w szkółce piłkarskiej tego klubu. Zawodową karierę zaczął w wieku 15 lat. Występował w dotychczasowym klubie od 1992 do 1997, rozgrywając 80 spotkań i zdobywając 4 bramki. W 1997 podpisał kontrakt z GKS Katowice. Rozegrał tam 89 meczów i strzelił 4 bramki. W najwyższej polskiej lidze swój pierwszy mecz rozegrał 20 sierpnia 1997 w barwach GKS Katowice przeciwko Rakowowi Częstochowa. W 2002 przeniósł się do Zagłębia Lubin. W barwach tej drużyny rozegrał 17 meczów. W sezonie 2003/2004 zagrał w 15 meczach w Pogoni Szczecin. W 2004 powrócił do Katowic, rozegrał 20 meczów i strzelił 3 bramki. W następnym sezonie grał już w Górniku Łęczna. Przez dwa lata w tym klubie wystąpił w 36 spotkań, zdobywając 3 gole. razy do siatki. Kolejną jego drużyną była Lechia Gdańsk, z którą awansował do ekstraklasy. Łącznie w polskiej ekstraklasie rozegrał 171 meczów, zdobywając 10 bramek.
W 2009 powrócił do Gorzowa Wielkopolskiego, pełnił funkcję kapitana tamtejszej drużyny. Grał następnie w drugoligowej Chojniczankę Chojnice oraz w Victorii 95 Przecław. Później ponownie reprezentował barwy Stilonu Gorzów. W 2013 zakończył piłkarską karierę.
Był młodzieżowym reprezentantem Polski w kategoriach U-16 i U-17. W 1993 zdobył wraz z reprezentacją U-16 mistrzostwo Europy podczas turnieju w Turcji. Z reprezentacją U-17 uczestniczył w tym samym roku w młodzieżowych mistrzostwach świata w Japonii. Nie otrzymał nigdy powołania do reprezentacji seniorów. Miał zostać powołany przez Jerzego Engela, doznał jednak kontuzji.
Po zakończeniu kariery sportowej w 2011 został koordynatorem grupy młodzieżowej w Stilonie Gorzów, którą także trenował. W 2014 został trenerem pierwszej drużyny tego klubu.
W wyborach samorządowych w tym samym roku z listy Platformy Obywatelskiej uzyskał mandat radnego Gorzowa Wielkopolskiego.